# Kaveri Jha
Kaveri Jha (Darbhanga, Bihar, 21 de mayo de 1983) es una actriz y modelo india reconocida por su participación en películas en idioma telugu e hindi.

## Carrera

### Inicios
Jha nació en Darbhanga, Bihar. Su familia se vio en la necesidad de mudarse de localidad constantemente, pues el padre de Jha era un empleado gubernamental. Fue elegida Señorita Maharashtra y ganó el concurso de Miss Personalidad en el certamen Femina Miss India en 2005.

### Reconocimiento
Después de ganar dicho certamen, Jha empezó a desempeñarse en el modelaje y apareció en algunos vídeos musicales. Fue conductora de un programa de televisión junto a Sajid Khan.
Luego de realizar un pequeño papel en Bhool Bhulaiyaa de Priyadarshan (2007), hizo su debut en el cine hindi en la película Hijack (2008), interpretando en la pantalla a la esposa del personaje de Shiney Ahuja. A partir de entonces se le vio de manera constante en películas hindi, ingresando más tarde a la industria del cine telugu, haciendo su debut en 2008 con Nagaram junto a Srikanth.

## Filmografía
| Año  | Película                  | Rol            | Idioma | Notas         |
| ---- | ------------------------- | -------------- | ------ | ------------- |
| 2007 | Bhool Bhulaiyaa           | Girja Upadhyay | Hindi  | No acreditada |
| 2008 | Nagaram                   |                | Telugu |               |
| 2008 | Hijack                    | Pooja V. Madan | Hindi  |               |
| 2009 | Naa Girl Friend Baga Rich | Sravya         | Telugu |               |
| 2009 | Saleem                    |                | Telugu |               |
| 2009 | Jail                      | Sabina Ghani   | Hindi  | Kaveri Jha    |
| 2009 | Ooha Chitram              | Keerthi        | Telugu |               |
| 2010 | A Flat                    | Preeti         | Hindi  |               |
| 2010 | Bumm Bumm Bole            | Bani           | Hindi  | Kaveri        |
| 2011 | Bhale Mogudu Bhale Pellam | Veena          | Telugu |               |